# Feliniopsis duponti
Feliniopsis duponti là một loài bướm đêm trong họ Noctuidae.